# 北緯15度線
北緯15度線（ほくい15どせん）は、地球の赤道面より北に地理緯度にして15度の角度を成す緯線。アフリカ、アジア、インド洋、太平洋、中央アメリカ、カリブ海、大西洋を通過する。
チャド・リビア紛争で、北緯15度線はチャドの対立する2派の支配領域の境界（"Red Line"）となっていた。
この緯度の下では、夏至点時の可照時間は13時間1分で、冬至点時は11時間14分である。

## 通過する地域一覧
北緯15度線は、本初子午線から東に向かって以下の場所を通っている。
| 地理座標                                               | 国土・領土・領海 | 備考                                                                 |
| ------------------------------------------------------ | ---------------- | -------------------------------------------------------------------- |
| 北緯15度0分 東経0度0分 / 北緯15.000度 東経0.000度      | マリ             |                                                                      |
| 北緯15度0分 東経1度0分 / 北緯15.000度 東経1.000度      | ニジェール       |                                                                      |
| 北緯15度0分 東経13度51分 / 北緯15.000度 東経13.850度   | チャド           |                                                                      |
| 北緯15度0分 東経22度47分 / 北緯15.000度 東経22.783度   | スーダン         |                                                                      |
| 北緯15度0分 東経36度27分 / 北緯15.000度 東経36.450度   | エリトリア       |                                                                      |
| 北緯15度0分 東経40度32分 / 北緯15.000度 東経40.533度   | 紅海             |                                                                      |
| 北緯15度0分 東経42度53分 / 北緯15.000度 東経42.883度   | イエメン         |                                                                      |
| 北緯15度0分 東経50度26分 / 北緯15.000度 東経50.433度   | インド洋         | アラビア海                                                           |
| 北緯15度0分 東経74度1分 / 北緯15.000度 東経74.017度    | インド           | ゴア州 カルナータカ州 アーンドラ・プラデーシュ州                     |
| 北緯15度0分 東経80度3分 / 北緯15.000度 東経80.050度    | インド洋         | ベンガル湾 ミャンマー・プレパリス島（英語版）の北を通過 アンダマン海 |
| 北緯15度0分 東経97度47分 / 北緯15.000度 東経97.783度   | ミャンマー       |                                                                      |
| 北緯15度0分 東経98度13分 / 北緯15.000度 東経98.217度   | タイ             |                                                                      |
| 北緯15度0分 東経105度35分 / 北緯15.000度 東経105.583度 | ラオス           |                                                                      |
| 北緯15度0分 東経107度28分 / 北緯15.000度 東経107.467度 | ベトナム         |                                                                      |
| 北緯15度0分 東経108度55分 / 北緯15.000度 東経108.917度 | 南シナ海         | スカボロー礁の南を通過                                               |
| 北緯15度0分 東経120度3分 / 北緯15.000度 東経120.050度  | フィリピン       | ルソン島                                                             |
| 北緯15度0分 東経121度33分 / 北緯15.000度 東経121.550度 | 太平洋           | ポリロ海峡                                                           |
| 北緯15度0分 東経121度49分 / 北緯15.000度 東経121.817度 | フィリピン       | ポリロ島                                                             |
| 北緯15度0分 東経122度3分 / 北緯15.000度 東経122.050度  | 太平洋           | フィリピン海                                                         |
| 北緯15度0分 東経145度35分 / 北緯15.000度 東経145.583度 | 北マリアナ諸島   | テニアン島                                                           |
| 北緯15度0分 東経145度40分 / 北緯15.000度 東経145.667度 | 太平洋           | マーシャル諸島・ボカック環礁の北を通過                               |
| 北緯15度0分 西経92度43分 / 北緯15.000度 西経92.717度   | メキシコ         |                                                                      |
| 北緯15度0分 西経92度8分 / 北緯15.000度 西経92.133度    | グアテマラ       |                                                                      |
| 北緯15度0分 西経89度11分 / 北緯15.000度 西経89.183度   | ホンジュラス     |                                                                      |
| 北緯15度0分 西経83度25分 / 北緯15.000度 西経83.417度   | ニカラグア       | 約11km                                                               |
| 北緯15度0分 西経83度18分 / 北緯15.000度 西経83.300度   | ホンジュラス     |                                                                      |
| 北緯15度0分 西経83度9分 / 北緯15.000度 西経83.150度    | カリブ海         | ドミニカ国と マルティニーク（フランス）の間を通過                    |
| 北緯15度0分 西経61度15分 / 北緯15.000度 西経61.250度   | 大西洋           |                                                                      |
| 北緯15度0分 西経24度28分 / 北緯15.000度 西経24.467度   | カーボベルデ     | フォゴ島                                                             |
| 北緯15度0分 西経24度18分 / 北緯15.000度 西経24.300度   | 大西洋           |                                                                      |
| 北緯15度0分 西経23度44分 / 北緯15.000度 西経23.733度   | カーボベルデ     | サンティアゴ島                                                       |
| 北緯15度0分 西経23度27分 / 北緯15.000度 西経23.450度   | 大西洋           |                                                                      |
| 北緯15度0分 西経17度4分 / 北緯15.000度 西経17.067度    | セネガル         |                                                                      |
| 北緯15度0分 西経12度28分 / 北緯15.000度 西経12.467度   | モーリタニア     |                                                                      |
| 北緯15度0分 西経11度48分 / 北緯15.000度 西経11.800度   | マリ             |                                                                      |
| 北緯15度0分 西経0度50分 / 北緯15.000度 西経0.833度     | ブルキナファソ   |                                                                      |
| 北緯15度0分 西経0度2分 / 北緯15.000度 西経0.033度      | マリ             |                                                                      |